# 西川純 (画家)
西川 純（にしかわ じゅん、1886年（明治19年）2月18日 - 1974年（昭和49年）8月）は明治後期から昭和にかけて日本で活動した京都府出身の洋画家。本名は西川純二（にしかわ じゅんじ）。

## 概要
初め京友禅の仕事をしていたが、洋画を志して鹿子木孟郎の室町画塾に入り、その後浅井忠の聖護院洋画研究所及び関西美術院に学んで、1968年からは同院の理事を務めた。1908年（明治41年）から1911年（明治44年）までは大阪三越呉服店衣装部に勤めたほか、島津製作所にも勤務した。同じ頃、京都市内の私設貝類研究機関・平瀬介館の画工として同館発行の出版物に多くの図を描いた。1917年（大正6年）頃からは頻繁に個展を開いたが、団体展への参加は少なく、京都市展（京都市美術展覧会）と京展のみへの出品であった。晩年には京都の町屋をスケッチしたり、明治時代の風景風俗などを記憶によって描いたりした。その中にはやはり記憶から描いた聖護院洋画研究所の当時の様子の精緻な鉛筆画などもある。

## 来歴
1886年2月18日京都市に生まれた。関西美術院の入学者名簿では「原籍 京都府下葛野郡」（現・京都市）となっている。父は大阪の造幣局の役人であったが、後に退職して嵯峨で手ひねり焼の窯元となったいわゆる風流人であった。夏目漱石の『虞美人草』には、この店でのシーンが出てくる。
西川は最初手描友禅の仕事に就いたが、大下藤次郎の水彩画に惹かれて洋画を志すようになり、1904年（明治37年）、鹿子木孟郎が京都室町に開いていた私塾・室町画塾に入門した。画塾には黒田重太郎などがいた。この当時は市電もなく、厳しい父のしつけもあって、西川は雨が降っても雪が降っても毎日嵯峨から室町まで歩いて通っていたという。その頃の室町画塾では『非美術画報』という漫画雑誌を発行していたが、これを絵葉書形にしたものを便利堂から販売するようになった。世の絵葉書ブームに乗ったものだったが、ことのついでに塾生の黒田や西川らにも絵を描かせて「室町画塾画ハガキ」というのも作って売り出した。ただしこれの売れ行きは不明で、黒田は「あんなもの、売れたか知らんと、いまでも気になっている」と回想している。
1905年（明治38年）、鹿子木孟郎、都鳥英喜、伊藤快彦、黒田重太郎らとともに大阪難波新地に『日本海戦パノラマ』を制作。パノラマの完成と相前後する同年の8月末から9月初頭にかけ、鹿子木の洋行予定が決まるとともに室町画塾の建物にも買い手が付いたため、鹿子木は左京区の吉田中大路町に転居することになって画塾も閉鎖となった。これにともない西川は秋のうちに浅井忠が開いていた聖護院洋画研究所に移り住む。このとき一緒に室町画塾から聖護院洋画研究所に移ったのは黒田重太郎と齋藤與里であった。しかしこの年の10月には関西美術会で浅井忠を中心に関西美術院の設立が決まり、聖護院洋画研究所は発展的に解消することになった。
1906年（明治39年）2月、西川は翌月開設予定の関西美術院の雑務担当として同院に移り住み、3月2日には関西美術院の開院式が行われた。ただし西川が正式に入学手続きをしたのは12月28日付けで、住所は美術院内、保証人は井上弥三郎となっている。
この頃の西川の作品として岡崎、銀閣寺道、白川村、浄土寺村などの風景を描いた鉛筆画や、浅井忠指導下での人物デッサン、京都市動物園で見た動物の写生などが残されており、当時の画塾でのデッサン技術の高さを伝えている。
1907年（明治40年）、上京区の貝類研究家・平瀬與一郎は、自ら運営する平瀬介館から月刊の『介類雑誌』を創刊したが、西川はそのための写実的な貝類図などを描くようになる。平瀬との関係はその後も長く続き、同館発行の多くの出版物の図を手がけ、芸艸堂から刊行された木版図譜『貝千種』（1-4巻：1914-1922年）の下絵なども西川が担当した。同じ関西美術院の学生であった深井義夫も平瀬介館の画工のアルバイトをしていたが西川よりも期間は短かった。
1908年、スウェーデンの地理学者で中央アジア探検で知られるスヴェン・ヘディンが訪日した際（滞在は11月28-12月12日）、講演会とともにヘディンが中央アジア探検時に描いた稿図（スケッチ）108点の展示も行われたが、それらを西川ら関西美術院生4名が模写したと思われる作品60点が京都大学の地理学教室に保管されている。そのうち30点が西川の作品で、鉛筆、ペン、水彩などが使用されている
これとほぼ同時期の1908年（明治41年）から1911年（明治44年）まで、西川は大阪三越呉服店衣装部にも勤務したほか、島津製作所でも仕事をした。しかし団体展への出品はしなかったため、この時期は画壇から遠ざかった。
その後、1917年（大正6年）頃からは頻繁に個展を開くようになり、市展（京都市美術展覧会）へも出品した。
昭和期には過去の記憶を頼りに昔の京都の街並みを描き、それらの素描画300点ほどが『京の家々集』として残されている。

## 年表
- 1886年（明治19年） 2月18日　京都府葛野郡（現・京都市）に生まれる
- 1904年（明治37年） 鹿子木孟郎が京都室町に開いていた私塾・室町画塾に入門
- 1905年（明治38年） 8-9月 鹿子木孟郎、都鳥英喜、伊藤快彦、黒田重太郎らとともに大阪難波新地に『日本海戦パノラマ』を制作。
- 1905年（明治38年）秋　室町画塾から浅井忠の聖護院洋画研究所に移り住む。
- 1906年（明治39年）2月　関西美術院開設の雑務担当として同院に移住。
- 1906年（明治39年）3月2日　関西美術院開院式。
- 1906年（明治39年）12月28日　関西美術院入学手続き。
- 1907年（明治40年）-1909年（明治42年） 『介類雑誌』のための作図等を担当。
- 1908年（明治41年）スヴェン・ヘディン訪日時に氏のチベット探検のスケッチの模写作成。
- 1908年（明治41年）-1911年（明治44年） 大阪三越呉服店衣装部、島津製作所に勤務。
- 1913年（大正2年） 『貝殻斷面圖案 一』（平瀬介館・芸艸堂発行）の木版の下絵を描画。
- 1917年（大正6年） この頃から頻繁に個展を開く。
- 1922年（大正11年） 『貝千種　巻四』（平瀬介館・芸艸堂発行）の木版の下絵を描画。
- 1937年（昭和12年） 第2回京都市美術展覧会 [市展] （5月29日〜6月17日）に 『静風夏日』を出品　400円[15]。
- 1939年（昭和14年） 第4回京都市美術展覧会 [市展] （5月1日〜5月20日）に 『葵祭』 を出品　400円。
- 1941年（昭和16年） 第6回京都市美術展覧会 [市展] （5月1日〜5月20日）に 『加茂の夕』 を出品。
- 1942年（昭和17年） 第7回京都市美術展覧会 [市展] （5月1日〜5月20日）に 『郊外』 を出品。
- 1943年（昭和18年） 第8回京都市美術展覧会 [市展] （5月1日〜5月20日）に 『大原秋景』 を出品。
- 1944年（昭和19年） 奉祝京都市美術展覧会 （7月1日〜7月23日）に 『河童』 を出品。
- 1954年-1960年 日本画家・円山慶祥（駒池慶子）を指導[16]。
- 1968年（昭和43年）関西美術院が理事制度に変わり、13人の理事の一人となる（初代理事長は黒田重太郎、副理事長は霧島之彦）[17]。
- 1974年（昭和49年）8月 死去。享年88。
- 2022年（令和4年）10月15日-12月11日 京都文化博物館で京都の風景をテーマとした西川の素描作品展 『ある画家による京都 西川純の素描』（担当:植田彩芳子）が開催された[10]。

## 作品例（外部リンク）
- 『保津峡』 （年代不詳）66.2×60.5cm　キャンバス・油彩 -- 千葉県立美術館所蔵
- フトコロガイ類の図版 （1909年）--『介類雑誌』第3巻2号（"Nishikawa del."のサインあり）
- 『貝千種』一 （1914年）
- 『日本産笋貝類図説』 第八図版（1917年）--（"Nishikawa del."のサインあり）